# Dorylaimus subulatus
Dorylaimus subulatus (tijdelijke naam) is een rondwormensoort. De wetenschappelijke naam van de soort is voor het eerst geldig gepubliceerd in 1936 door Cobb in Thorne & Swanger.